# Plank (gyakorlat)
A plank egy izometrikus gyakorlat, amely főleg a törzs izmait fejleszti. A gyakorlat a fekvőtámaszhoz hasonló, ám behajlított karokkal, egyenes háttal kezdődik és ennek a pozíciónak a tartásával folytatódik. Normál plank esetén a gyakorlat időtartamának hossza dönti el a gyakorlat nehézségét.
Többféle változata van. A normál plank során a kar könyöknél behajlítva van, az alkarok előre fele néznek, míg a derék, hát és a lábak egy egyenest alkotnak, miközben a lapockákat távolítjuk egymástól, enyhe domborulatot adva ezzel a hátnak. Ez a gyakorlat a vállövet, a hát felső izmait, a gerincet tartó izmokat, a hasizmokat és a lábizmokat egyaránt erősíti. 
Az oldal, vagy haránt plank során a mellkas és a test közel merőleges pozícióban van a talajjal és a karok közül az alsó helyzetben lévő kar nyújtott állapotban van, míg a test egyenes marad. Ezt a gyakorlatot a törzs oldalra történő, azaz kívülről nézve le és fel történő mozgatásával lehet tovább alakítani. A test és a lábak azonban a kiinduló pozíciónál egyenest alkotnak egymással. Az oldal, vagy haránt plank során a törzs és a hát izmai, a hasizmok, a vállöv és a kar izmai, valamint a láb izmai erősödnek.

## Galéria

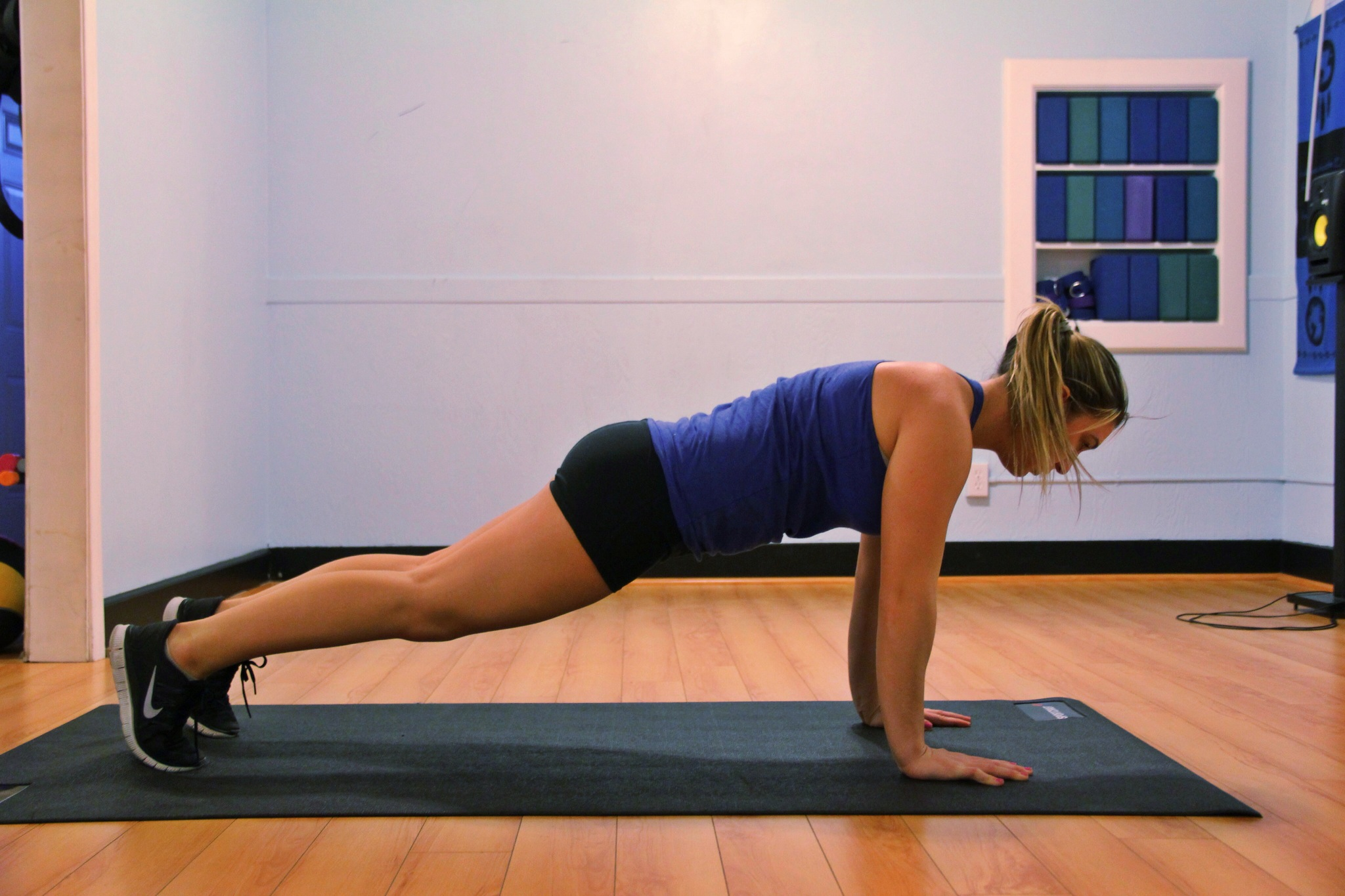
Kinyújtott karral végzett plank
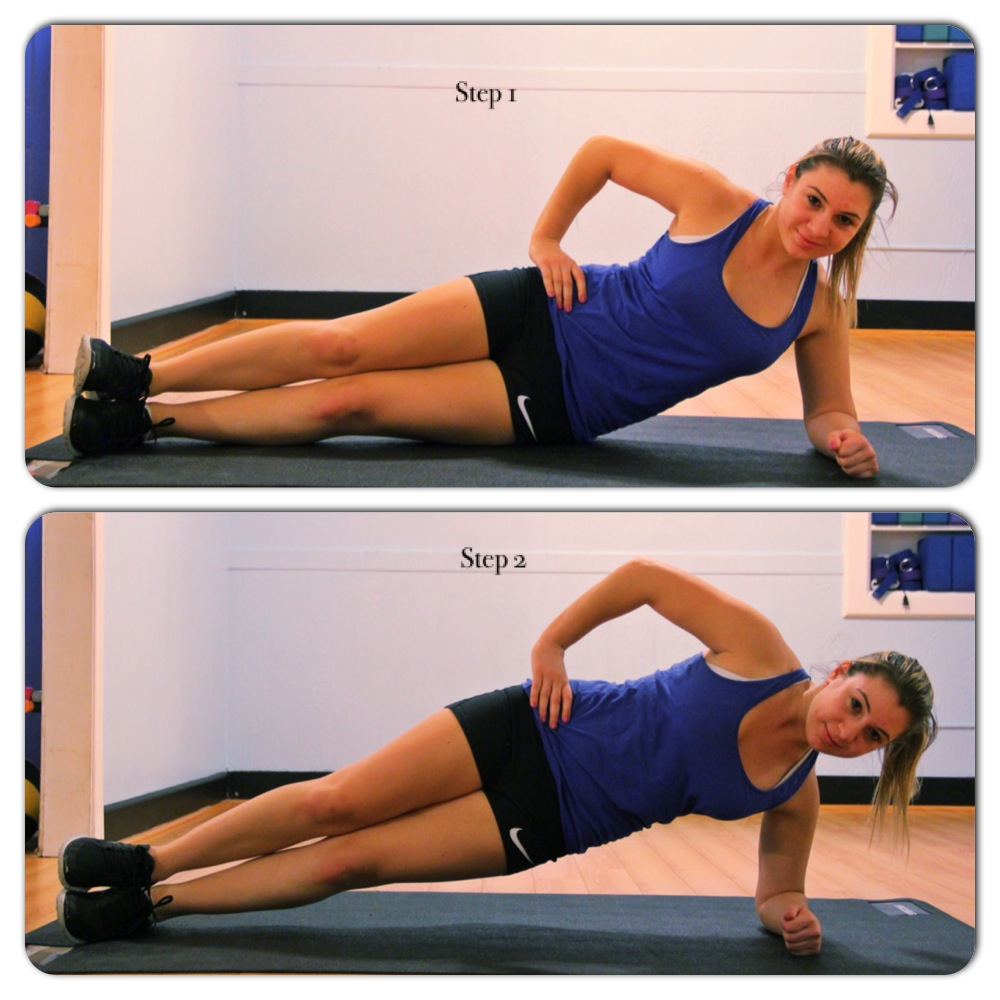
Haránt plank
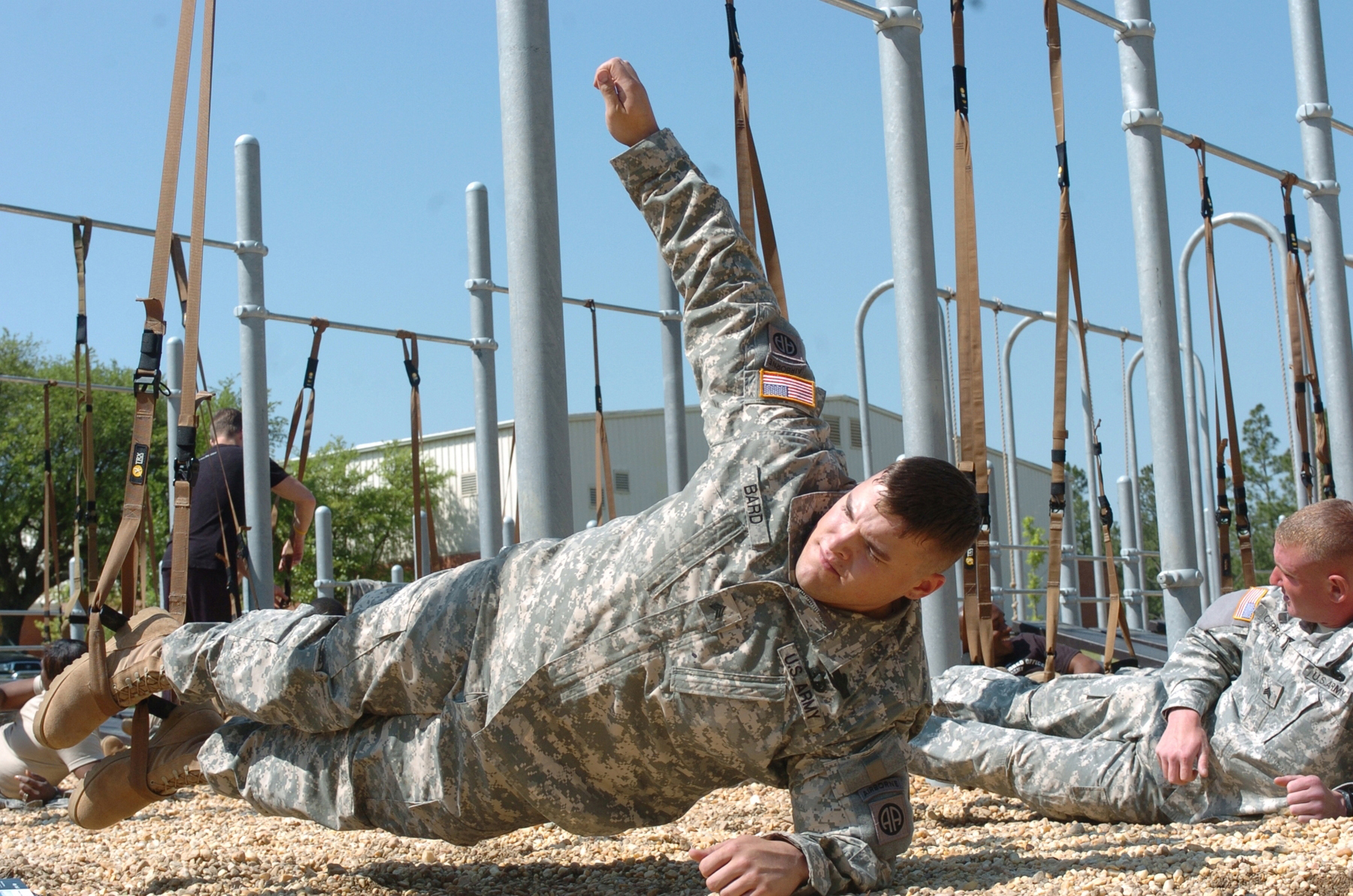
Módosított haránt plank
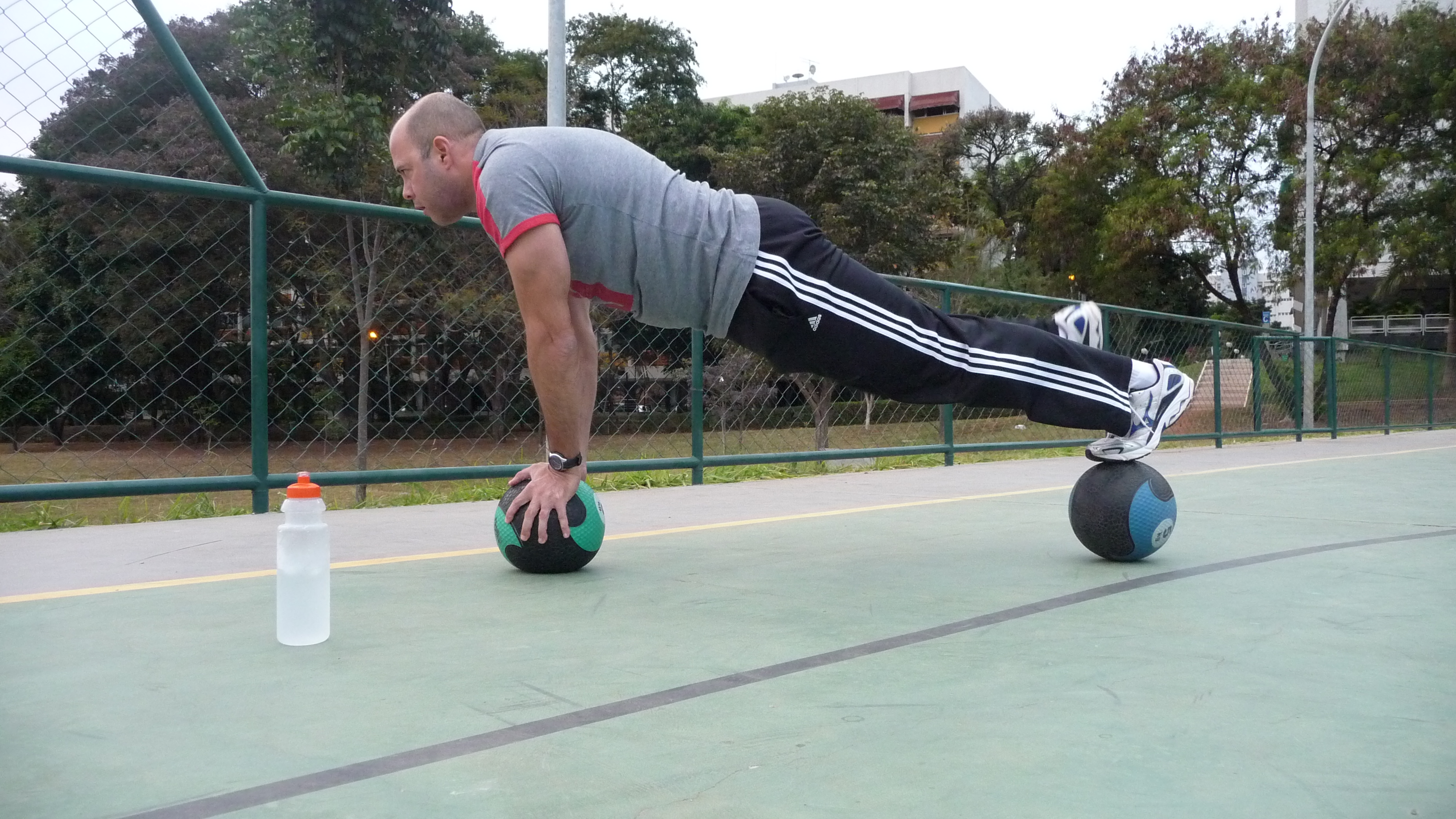
Medicin labdával végrehajtott plank

## Fordítás
- Ez a szócikk részben vagy egészben  a   Plank (exercise) című angol Wikipédia-szócikk ezen változatának fordításán alapul.  Az eredeti cikk szerkesztőit annak laptörténete sorolja fel. Ez a jelzés csupán a megfogalmazás eredetét és a szerzői jogokat jelzi, nem szolgál a cikkben szereplő információk forrásmegjelöléseként.